# Johannes Rydzek
Johannes Rydzek, né le 9 décembre 1991 à Oberstdorf, est un coureur du combiné nordique allemand. Il obtient sa première victoire en Coupe du monde à Lahti le 12 mars 2011, après avoir obtenu la médaille d'argent au Gundersen grand tremplin aux mondiaux d'Oslo. Il devient champion du monde en 2015, s'octroyant le titre individuel au petit tremplin et celui du relais. Lors des championnats du monde 2017 à Lahti, il s'impose en individuel sur les petit et grand tremplins, dans l'épreuve par équipes sur le petit tremplin avec l'Allemagne, et en sprint par équipes avec Eric Frenzel soit quatre médailles d'or en autant d'épreuves au programme. Il remporte deux titres aux Jeux olympiques de Pyeongchang 2018 : en individuel sur le grand tremplin et par équipes avec l'Allemagne.

## Carrière

### 2005-2010
Johannes Rydzek commence sa carrière en 2005 en prenant part à des courses FIS. En 2008, il prend son premier départ en Coupe du monde à Kuusamo, terminant quinzième. Quelques semaines plus tard, il obtient deux médailles dont une en individuel aux Championnats du monde juniors à Strbske Pleso.
Il est ainsi sélectionné pour les Jeux olympiques de Vancouver 2010, lors desquels il est médaillé de bronze par équipe.

### 2011-2014
Il monte sur son premier podium individuel le 18 décembre 2010 à Ramsau am Dachstein (3e) puis conclut la saison avec une victoire à Lahti, lui permettant d'atteindre la sixième place au classement général. Entretemps, il est devenu champion du monde junior à Otepää en individuel. Cette saison est aussi ponctuée par les Championnats du monde d'Oslo, où l'Allemand remporte trois médailles d'argent, dont lors de l'individuel Gundersen au grand tremplin derrière Jason Lamy-Chappuis.
Ensuite entre 2012 et 2013, il obtient plusieurs podiums, principalement en compétition par équipe. Lors de la saison 2013-2014, il termine deux fois deuxième avant de participer aux Jeux olympiques de Sotchi, où il termine au sixième rang en individuel en petit tremplin puis huitième en grand tremplin, à la suite d'une collision avec son compatriote Fabian Riessle dans le dernier virage alors qu'il figurait dans le groupe de tête. Il a permis ensuite à l'Allemagne d'obtenir la médaille d'argent de la compétition par équipes. En fin de saison, il enchaîne trois victoires consécutives à Lahti, Trondheim et Oslo atteignant la deuxième place au classement général derrière Eric Frenzel déjà assuré du globe de cristal.

### 2015: champion du monde
Il remporte en début de saison l'épreuve individuelle de Ruka en Finlande, alors que la suite de la saison est dominée par Eric Frenzel et Fabian Riessle. Il obtient plusieurs succès aux Championnats du monde, s'imposant dès la première épreuve, la Gundersen en petit tremplin, avant d'enchaîner avec le titre par équipes sur le petit tremplin. Lors du deuxième concours individuel, il décroche la médaille de bronze alors que lors du sprint par équipes, son duo avec Eric Frenzel est battu par les Français Jason Lamy-Chappuis et François Braud au sprint.

### Saison 2016-2017
Lors des championnats du monde 2017 à Lahti, il s'impose en individuel sur les petit et grand tremplins, dans l'épreuve par équipes sur le petit tremplin avec l'Allemagne, et en sprint par équipes avec Eric Frenzel soit quatre médailles d'or en autant d'épreuves au programme. À la suite de cette performance, il est désigné personnalité sportive allemande de l'année.

### 2018-
Pour la nouvelle saison 2017-2018, il gagne dès le week-end d'ouverture à Ruka, une manche juste devant Frenzel.
Sacré champion olympique sur l'épreuve individuelle a grand tremplin et à l'épreuve par équipes, lors des Jeux olympiques de Pyeongchang, Johannes Rydzek remporte la course de reprise de la Coupe du monde en grand tremplin le dimanche 4 mars 2018 à Lahti. Il se place quatrième du classement général cet hiver.
En 2019, avec sept podiums individuels, dont une victoire à Val di Fiemme, il est de nouveau quatrième de la Coupe du monde. Aux Championnats du monde 2019, il gagne seulement une médaille d'argent sur l'épreuve par équipes.

## Vie personnelle
Lors de l'été 2018, Johannes Rydzek s'est marié avec Lissi Bayer avec qui il était en couple depuis 2011.

## Palmarès

### Jeux olympiques d'hiver
En 2010, âgé de 19 ans, il est médaillé au sein du relais avec Tino Edelmann, Eric Frenzel et Bjorn Kircheisen.
| Épreuve / Édition   | Individuel     | Individuel     | Par équipes Grand tremplin |
| Épreuve / Édition   | Petit tremplin | Grand tremplin | Par équipes Grand tremplin |
| JO 2010 Vancouver   | 28e            | -              | Bronze                     |
| JO 2014 Sotchi      | 6e             | 8e             | Argent                     |
| JO 2018 Pyeongchang | 5e             | Or             | Or                         |
| JO 2022 Pékin       | 5e             | 28e            | -                          |

### Championnats du monde
| Épreuve / Édition           | Individuel     | Individuel     | Par équipes           | Par équipes                 |
| Épreuve / Édition           | Petit tremplin | Grand tremplin | Petit tremplin Relais | Grand tremplin Relais       |
| Mondiaux 2011 Oslo          | 4e             | Argent         | Argent                | Argent                      |
| Épreuve / Édition           | Individuel     | Individuel     | Par équipes           | Par équipes                 |
| Épreuve / Édition           | Petit tremplin | Grand tremplin | Grand tremplin Sprint | Petit tremplin Relais       |
| Mondiaux 2013 Val di Fiemme | 30e            | 10e            | -                     | -                           |
| Mondiaux 2015 Falun         | Or             | Bronze         | Argent                | Or                          |
| Mondiaux 2017 Lahti         | Or             | Or             | Or                    | Or                          |
| Mondiaux 2019 Seefeld       | 8e             | 9e             | -                     | Argent                      |
| Mondiaux 2021 Oberstdorf    | 28e            | 17e            | -                     | -                           |
| Mondiaux 2011 Oslo          | 4e             | Argent         | Argent                | Argent                      |
| Épreuve / Édition           | Individuel     | Individuel     | Par équipes           | Par équipes                 |
| Épreuve / Édition           | Petit tremplin | Grand tremplin | Grand tremplin Relais | Petit tremplin Relais mixte |
| Mondiaux 2023 Planica       |                |                | Argent                |                             |
| Mondiaux 2025 Trondheim     |                |                | Or                    |                             |

### Coupe du monde
- Meilleur classement général : 2e en 2014 et 2017.
- 44 podiums en épreuves individuelles, dont 18 victoires.
- 23 podiums en épreuves collectives, dont 8 victoires.

#### Différents classements en Coupe du monde
| Année     | Classement général final |
| 2008-2009 | 33e                      |
| 2009-2010 | 25e                      |
| 2010-2011 | 6e                       |
| 2011-2012 | 13e                      |
| 2012-2013 | 9e                       |
| 2013-2014 | 2e                       |
| 2014-2015 | 3e                       |
| 2015-2016 | 5e                       |
| 2016-2017 | 2e                       |
| 2017-2018 | 4e                       |
| 2018-2019 | 4e                       |
| 2019-2020 | 14e                      |
| 2020-2021 | 11e                      |
| 2021-2022 | 13e                      |
| 2022-2023 | 15e                      |

#### Détail des victoires individuelles
| Édition   | Épreuve |
| 2010-2011 | Lahti (Gundersen – HS130 / 10 km) |
| 2013-2014 | Lahti (Gundersen – HS130 / 10 km) Trondheim (Gundersen – HS140 / 10 km) Oslo (Gundersen – HS134 / 10 km) |
| 2014-2015 | Ruka (Gundersen – HS142 / 10 km) |
| 2015-2016 | Kuopio (Gundersen – HS127 / 10 km) |
| 2016-2017 | Ruka × 2 (Gundersen – HS142 / 10 km) Ramsau am Dachstein (Gundersen – HS142 / 10 km) Chaux-Neuve (Gundersen – HS109 / 10 km) Seefeld (Gundersen – HS140 / 5 km) Seefeld (Gundersen – HS140 / 10 km) Pyeongchang (Gundersen – HS118 / 10 km) × 2 |
| 2017-2018 | Ruka (Gundersen – HS142 / 10 km) Lahti (Gundersen – HS130 / 10 km) |
| 2018-2019 | Val di Fiemme (Gundersen – HS135 / 10 km) |
| 2024-2025 | Ruka (Gundersen – HS142 / 10 km) |

### Championnats du monde juniors
- Strbske Pleso 2009 : 
  -  médaille d'argent du Gundersen + 10 km.
  -  médaille de bronze par équipes.
- Hinterzarten 2010 : 
  -  médaille d'or par équipes.
- Otepää 2011 : 
  -  médaille d'or du Gundersen + 10 km.
  -  médaille d'argent du Gundersen + 5 km.

### Grand Prix d'été de combiné nordique

#### Classement général
| Année | Classement général final |
| 2008  | 19e                      |
| 2009  | 5e                       |
| 2010  | 1er                      |
| 2011  | 1er                      |
| 2012  | 3e                       |
| 2013  | 3e                       |
| 2014  | 1er                      |
| 2015  | 1er                      |
| 2016  | 6e                       |
| 2017  | 13e                      |
| 2018  | 4e                       |
| 2021  | 3e                       |

#### Détails des courses
Il a réalisé 25 podiums individuels dont 13 victoires. Il a également obtenu trois podiums par équipes.